# Vincent P. de Poix
Vincent Paul de Poix (13 août 1916 – 3 février 2015) était un vice-amiral dans la Marine des États-unis. Il était le fils d'Elzear Paul de Poix et de Grace L. Howard. Il fréquenta la Horace Greeley High School (Chappaqua), la Severn School et le Lafayette College, avant d'entrer en 1935 à l'Académie navale d'Annapolis, d'où il sortit en 1939, 26ème sur 581 diplômés. Il a commencé sa carrière en tant que pilote dans l'aéronautique navale de l'US Navy et participa aux combats de la Seconde Guerre mondiale à bord du porte-avions USS Enterprise. Diplômé de l'Académie navale d'Annapolis, il est devenu en novembre 1961 le premier commandant de l'USS Enterprise alors tout récemment mis en service. Plus tard, il participa à la Guerre du Vietnam, et commanda la Deuxième flotte des États-Unis. Il fut Directeur de la Defense Intelligence Agency à partir d'août 1972 et jusqu'en septembre 1974.

## Carrière
Après avoir été nommé enseigne de vaisseau le 1er juin 1939, De Poix rejoignit le croiseur USS Minneapolis ; puis, un an plus tard, le destroyer mouilleur de mines USS Sicard (DM-21). Après sa formation d'aviateur naval, il fut attaché à l'Advance Carrier Training Group, à San Diego, en Californie. De juin 1942 à août 1943, il a servi dans le Pacifique Sud ; ce laps de temps comprit des affectations à l'Escadron de Chasse 6 (VF-6), à bord des porte-avions USS Enterprise et USS Saratoga, avec une affectation à terre à Guadalcanal, et participa aux opérations dans les Îles Salomon.
Ses affectations ultérieures ont compris une tournée avec l'unité de contrôle des incendies de l'aviation à la station d'essai des munitions navales, à Inyokern, en Californie. De janvier 1948 à juin 1950, il fut commandant de l'Escadron de Chasse N°172 (VF-172) basé en Floride.
De 1950 à 1952, il a été affecté au Bureau of Ordnance Research and Development de la Division Aviation (Ordnance Branch), à Washington, D.C..
À partir de 1952, il a servi comme officier de préparation de l'aviation et des munitions d'aviation pour le commandant en chef de la flotte américaine du Pacifique. Il a occupé des postes de direction dans la division des missiles guidés du Naval Operation Office jusqu'en juin 1957, date à laquelle il a pris le commandement de l'Escadron de Développement n°4 (VX-4), à Point Mugu, Californie.
En mars 1959, il devint commandant du tender d'hydravions USS Albemarle (AV-5), avant de suivre une formation au bureau de la division du développement des réacteurs de la Commission de l'énergie atomique du directeur adjoint des réacteurs navals.
En septembre 1960, il fut programmé pour prendre le commandement du porte-avions USS Enterprise (CVA(N)-65, ultérieurement reclassé CVN-65). Lancé le 24 septembre 1960, c'était à l'époque le plus grand bâtiment de guerre jamais construit et le premier porte-avions au monde à propulsion nucléaire. Lorsque ce bâtiment a été mis en service, le 25 novembre 1961, de Poix en devint son premier commandant.

## Galerie d'images

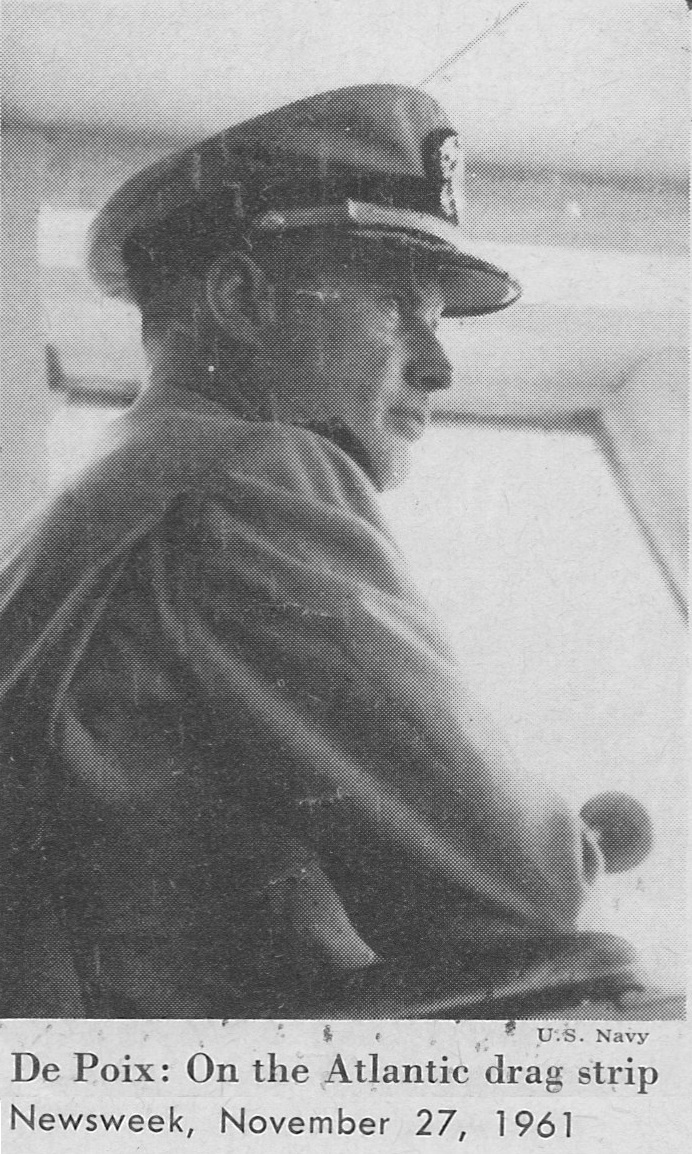
Capitaine de vaisseau de Poix, commandant le porte-avions USS Enterprise (1961).

## Récompenses et décorations
|  | Navy Distinguished Service Medal with three Gold Stars |
|  | Legion of Merit                                        |
|  | Air Medal with Gold Star                               |
|  | Purple Heart                                           |
|  | Navy Expeditionary Medal                               |
|  | Joint Service Commendation Medal                       |
|  | American Defense Service Medal                         |
|  | American Campaign Medal                                |
|  | Asiatic Pacific Campaign Medal                         |
|  | World War II Victory Medal                             |
|  | National Defense Service Medal with Bronze Star        |
|  | Korean Service Medal with Bronze Star                  |
|  | United Nations Service Medal                           |
|  | Armed Forces Expeditionary Medal (Cuba)                |
|  | Vietnam Service Medal with Bronze Star                 |
|  | National Order of Vietnam (Grand Officer)              |
|  | Vietnamese Gallantry Cross with Palm                   |
|  | Vietnam Campaign Medal                                 |